# Chay-Ara
Chay-Ara es un personaje ficticio, un alienígena perteneciente al universo de DC Comics. Fue la primera en ser presentada como Chica Halcón, partiendo de ella se derivaron todas sus demás encarnaciones. Su origen es de una mujer nacida en el Antiguo Egipto, ella y su amante, el príncipe Khufu Kha-Tarr, adquirieron un arnés que les permitió volar. El sabio residente de la corte, Nabu, les dijo que se reencarnarían a través de las edades. 
Posteriormente La historia de cómo Chica Halcón se convirtió en superhéroe por primera vez ha sido reconstruido y modificado a lo largo de los años, pero la historia original es la más influyente. Hace milenios en el antiguo Egipto, una nave espacial alienígena de un mundo desconocido, que luego se reveló como el planeta Thanagar, aterrizó en el desierto, atrayendo la atención del príncipe Khufu, su amante Chay-Ara y un sacerdote muy celoso llamado Hath-Set. No fue la tecnología o los orígenes de la nave alienígena lo que se convirtió en el tema de estudio, sino el Metal Nth que se utilizó para darle vuelo. También se cuenta que en dicha nave llegaría la pareja para posteriormente quedarse viviendo en el Antiguo Egipto y que Eventualmente, fueron asesinados por el sacerdote Hath-Set, y así comenzaría su ciclo de muerte y renacimiento.
Fundiéndolo y moldeándolo en un escarabajo y un guantelete blindado, a Khufu se le otorgó el don de la huida y la fuerza sobrehumana. Desafortunadamente, Hath-Set era demasiado malvado para permanecer en silencio por mucho tiempo, y terminó matando a Khufu y Chay-Ara con un molde de cuchillo en el material alienígena, conocido como "Nth Metal", y estableciendo un ciclo de reencarnación para ellos tres en movimiento que duraría miles de años. Las propiedades místicas del metal reaccionaron al amor compartido por la pareja, lo que provocó que se reencarnaran una y otra vez ... junto con el hombre que había acabado con sus vidas. Ellos están destinados a encontrarse y enamorarse. Sin embargo, fueron maldecidos para morir en el pico de su relación.

## Historia de la publicación
Aunque nunca se le llamó Chica Halcón, Chay-Ara fue presentada como la primera encarnación del personaje en ser asesinada junto a su esposo Khufo (Hombre Halcón) por el sacerdote Hath-Set con un puñal del Metal Nth, lo que daría origen a un ciclo de encarnaciones de estos tres. Chay-Ara apareció por primera vez en Flash Comics #1 (enero de 1940) y fue creada por Gardner Fox y Dennis Neville.
Chay-Ara se reencarnó como Lady Celia Penbrook, quien fue creada por Robert Kanigher e Irv Novick. Apareció por primera vez en Brave and the Bold #1 (agosto de 1955).

## Biografía del personaje

### Guerra de la Luz
El cadáver de Chay-Ara encontró su camino al alcance del Cuerpo de Sapphire Star, donde fue utilizado junto con el cadáver de Khufu para alimentar la Batería de Energía Violeta. Su amor fue considerado como fuerte y puro.

### La noche más oscura
Durante el evento la La Noche más Oscura, el cadáver de Chay-Ara y Khufu fue profanado por los Black Lantern Corps y utilizado como soldado de infantería. Junto al cadáver de su encarnación futura, Kendra Saunders, quien amenazó a El Átomo.
Después de la destrucción de los Black Power Rings evocando los cuerpos de Carter Hall y Kendra Saunders y un asalto a Zamaron por los Black Lanterns, Chay-Ara y Khufu se unen al ejército de Nekron haciendo explotar la batería de poder central de los Star Sapphire Corps.

### El Día más brillante
En El Día más Brillante su cadáver ha aparecido desde entonces y ha sido reclamado por un grupo de exploradores. Al parecer dichos exploradores tienen planes con su cuerpo, eventualmente también se revela que su madre todavía está viva, como reina de Hawkworld.

## Poderes y habilidades
Chay-Ara posee diferentes habilidades gracias al Metal Nth, una sustancia nativa del planeta Thanagar. El metal es psico-reactivo, responde a los pensamientos de su portador y en su forma base tiene una serie de propiedades electromagnéticas/gravitacionales. Dicho metal otorga el poder del vuelo, la fuerza sobrehumana, la visión súper aguda y una mayor capacidad de curación/regeneración.
Debido al cuchillo de Nth metal que asesinó a Chay-Ara y su amante Khufu, estos están condenados a un ciclo interminable de muerte y renacimiento a lo largo de los siglos.

## Encarnaciones
Después de la muerte de Chay-Ara esta estaba destinada a reencarnarse. Sus reencarnaciones fueron: 
- Shiera Sanders Hall: la primera en ser llamada Chica Halcón de la edad de oro y compañera de Carter Hall, el Hombre Halcón de la edad de oro. Era miembro del All-Star Squadron, y aunque Hombre Halcón era miembro de la Sociedad de la Justicia de América, ella no lo era, solo asistía al grupo en alguna ocasión. Eventualmente, Carter y Shiera se casaron y tuvieron un hijo, Héctor Hall, el anterior Doctor Fate. Carter y Shiera también se unieron a la Liga de la Justicia de América a fines de la década de 1980, sirviendo como enlaces entre ese grupo y la Sociedad de la Justicia

- Shayera Hol: Nacida en Thanagar era una agente del orden público del planeta, donde el crimen era prácticamente desconocido. Ella originalmente operaba bajo el nombre en clave Chica Halcón pero posteriormente se volvería la Mujer Halcón, y era miembro de la Liga de la Justicia de América.

- Kendra Saunders: era una mujer joven que se suicidó. Cuando el alma de Kendra abandonó su cuerpo, el del primer primo de su abuelo Shiera Hall, la Chica Halcón de la edad oro entró, haciendo que Kendra fuera a buscarlo. Su abuelo, exagente de OSS y aventurero de trotamundos Speed Saunders, reconoció esto, en parte debido a un cambio en el color de los ojos, y alentó a su nieta a abrazar su destino como la "nueva" Chica Halcón.

## En otros medios

### Televisión

#### Acción en vivo
Chay-Ara es mencionada en la serie Smallville en el episodio "Ícaro", Carter Hall le cuenta a Lois Lane sobre sus vidas pasadas como el príncipe Khufu y Chay-Ara. Posteriormente aparece en Absolute Justice Parte II.

##### Arroverso
Chay-Ara aparece en la serie de acción en vivo Arrow interpretado por Ciara Renée. Chay-Ara (murió en 1700 aC) era una antigua sacerdotisa egipcia y amante de Khufu. Ella fue la primera vida de Kendra Saunders.
Sin embargo, ella y Khufu fueron asesinados por Hath-Set en una ira vengativa y celosa y su fuerza de vida estaba atada a la de él, lo que provocó que se reencarnaran continuamente y lo hicieran inmortal.
Aparecen en The Flash, durante la temporada 2 en el episodio "Legends of Today" (en una visión), en Arrow en la temporada 4 en el episodio "Legends of Yesterday" (como un flashback), en DC's Legends of Tomorrow en la temporada 1 "Pilot, Part 1 y 2" (en una visión) en "The Magnificent Eight" (en un flashback), "Leviathan" (en un flashback), "River of Time" (en una visión) y "Destiny" (en varias visiones)

#### Animado
Chay-Ara Hol aparece en la serie animada Liga de la Justicia Ilimitada con la voz de María Canals, en los episodios "La sombra del Halcón" y "Historia Antigua" ambos de la tercera temporada. Ella era una antigua Thanagariana que junto con su esposo Katar llegaron a la Tierra en los desiertos de la Antigua Egipto. Una vez allí, utilizaron su tecnología para hacer florecer el desierto y permitir que una población prospere. Las personas a quienes gobernaban los amaban e incluso a pesar de sus protestas, los adoraron como dioses. De su civilización surgió una utopía, sin embargo, había una cosa que Chay-Ara también deseaba, niños.
Incluso después de confrontar a su marido sobre el asunto y ser rechazado, Chay-Ara comenzó una aventura con el general de sus ejércitos Vashari (aparentemente el antepasado del Linterna Verde John Stewart), que luego sería descubierto por el sacerdote Hath-Set. El sacerdote vengativo luego informó sus hallazgos a Katar que encontró su historia falsa, sin embargo, eso cambió cuando vio a Chay-Ara y Vashari juntos.
Deseándoles a ambos muertos, Hath-Set colocó veneno en sus bebidas causando la muerte de Chay-Ara y su amante. También sería el mismo veneno al que Katar sucumbió al suicidarse luego de encontrar a su amada ya fallecida.